# Juan Simón (escultor)

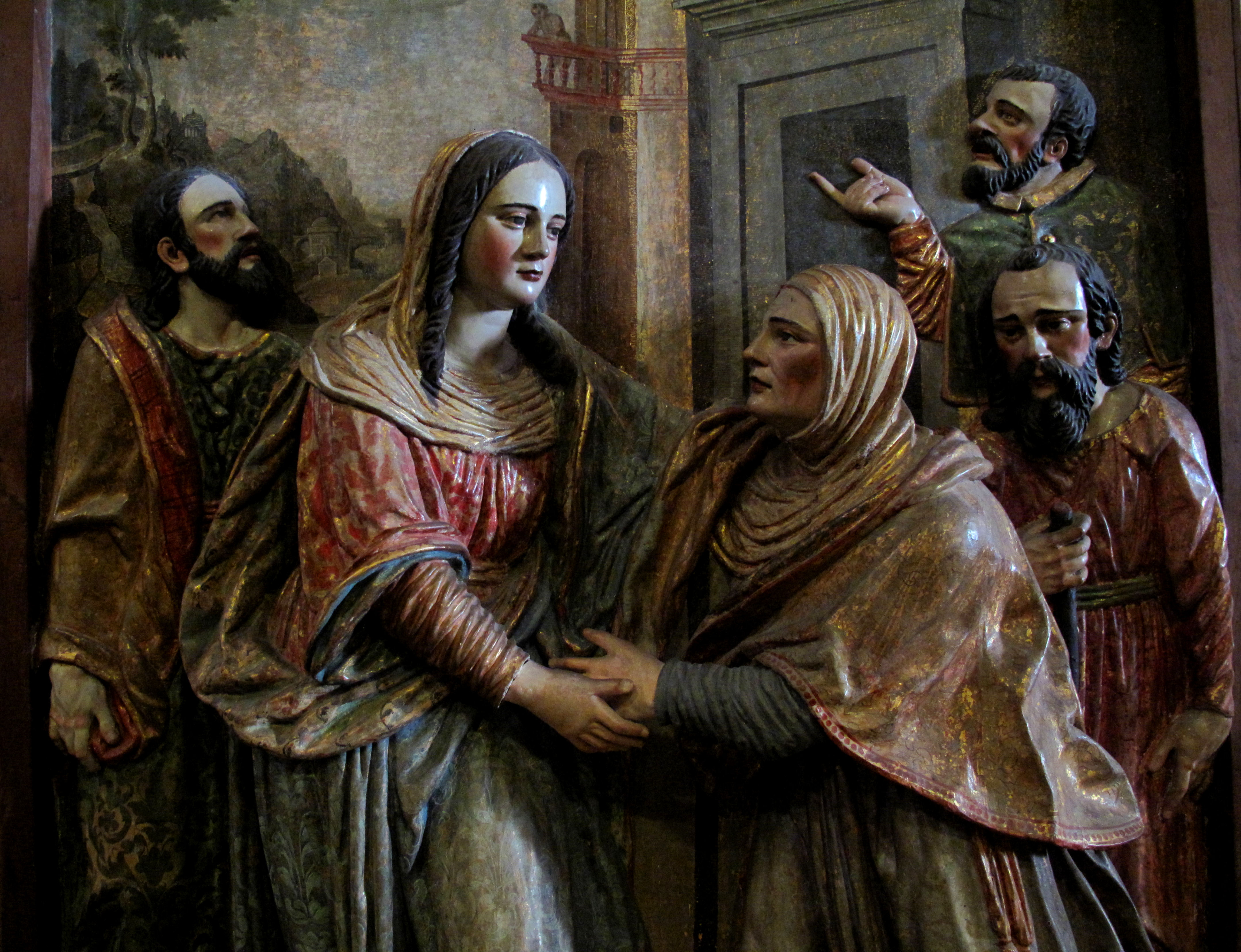
Visitación. Atribuido a Juan Simón. Catedral de Lima

Juan Simón (ha. 1583  -     ) fue un escultor mulato de probable origen español que en su calidad de esclavo, trabajó para distintos escultores en Sevilla y Lima.
Criado en el taller de Juan Martínez Montañés, quien fue su amo, se supone que allí aprendió el oficio de escultor.
En 1604 Martínez Montañés lo vendió a Pedro González Refolio, maestre de navío que ejercía su oficio entre la metrópoli y las colonias americanas.
En 1607 se encuentra en Perú trabajando en el taller de Juan Martínez de Arrona al que González Refolio alquiló sus servicios como oficial escultor durante el periodo de un año. Es de suponer que de este modo Juan Simón trabajaría en distintos talleres de la ciudad, y que cuando lo hiciese de manera autónoma sus obras serían vendidas por su amo.
En 1619 trabajó para Martín Alonso de Mesa. En esta fecha el taller del escultor tenía encargos por toda Lima, por lo que Juan Simón fue destinado a la obra del retablo mayor del Monasterio de la Concepción, para que se ocupara de la parte escultórica, probablemente, siguiendo los diseños proporcionados por Alonso de Mesa. Los altorrelieves de este retablo se conservan en la actualidad en la Catedral de Lima. Son las diferencias de estilo con el hacer de Alonso de Mesa lo que ha llevado a los especialistas a atribuírselas a Juan Simón.